# Peter van Santamans
Peter van Santamans was kanunnik van het kapittel van de kathedraal van Tortosa en de negende president van de Generalitat in Catalonië. Hij moest in 1381 Filips van Anglesola die schielijk overleden was vervangen. Hij was doctor in de teologie en was procurator van de bisschop Peter Planella in het bisdom Elna en vicaris-generaal in het bisdom Barcelona.
Tijdens zijn mandaat blijft de relatie tussen de Generalitat en koning Peter IV van Aragón, die al niet zo goed was onder zijn voorganger, gespannen. De koning wil dat de Generalitat galjoenen ter beschikking stelt voor zijn veroveringsplannen in Sardinië. De Generalitat loopt niet echt warm voor de idee hem daarvoor de nodige gelden te lenen. Ze heeft andere prioriteiten en vindt het belangrijker de stad Barcelona en de Catalaanse handel te verdedigen tegen de vele piraten die de middellandse zeekust onveilig maken. Na zijn voortijdig overlijden hebben de Corts Catalanes met notaris Jaume Nicolau het beheer van de Generalitat ad interim waargenomen.